# Hărman
Hărman – wieś w Rumunii, w okręgu Braszów, w gminie Hărman. W 2011 roku liczyła 4659 mieszkańców.